# Giovanni Domenico De Rossi

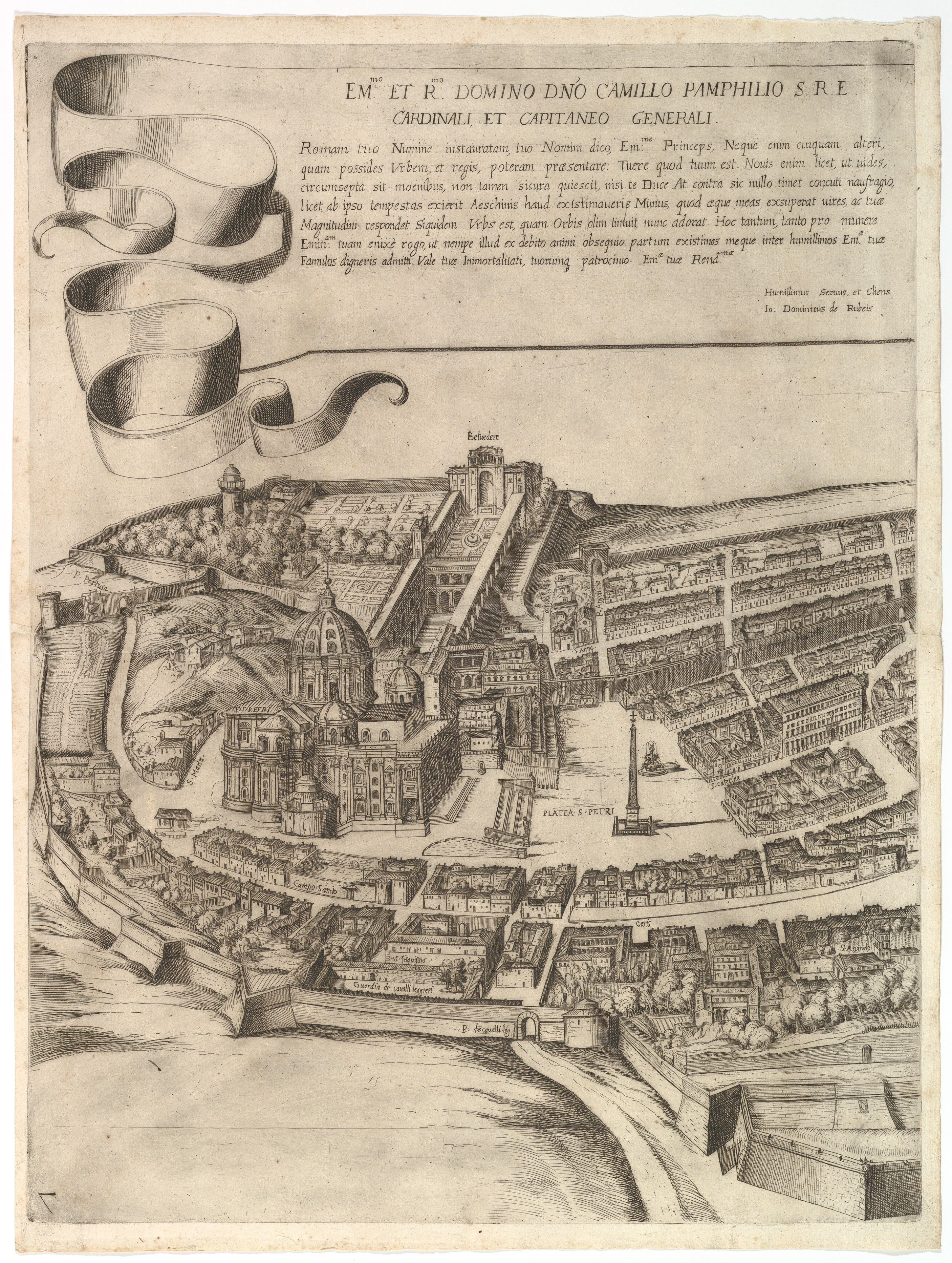
Peterskyrkan (här benämnd T⋅S⋅PETRI) på Antonio Tempestas vy över Rom från år 1593. Detta utsnitt är från den år 1645 av De Rossi publicerade utgåvan.

Giovanni Domenico De Rossi, född 1619, död 1653, var en italiensk bokförläggare och kartograf. Han är känd för att år 1645 ha publicerat en reviderad utgåva av Antonio Tempestas graverade vy över Rom, Forma Urbis Romae, ursprungligen utgiven år 1593. 